# Boroneddu
Boroneddu település Olaszországban, Szardínia régióban, Oristano megyében. Lakosainak száma 150 fő (2023. január 1.). Boroneddu Ghilarza, Ardauli, Neoneli, Nughedu Santa Vittoria, Sorradile, Ula Tirso, Tadasuni és Soddì községekkel határos.

## Népesség
A település népességének változása:
| Lakosok száma | 149  | 153  | 150  |
|               | 2017 | 2018 | 2023 |